# 자세

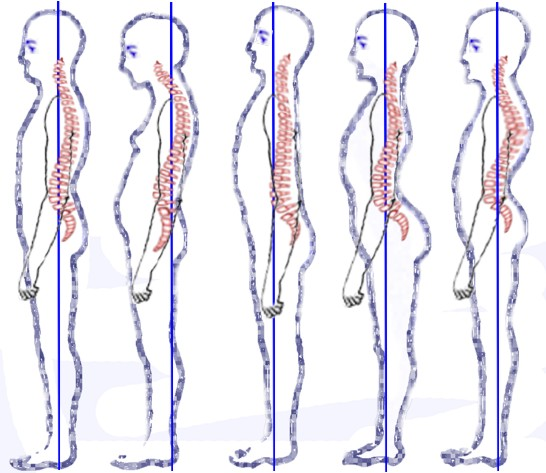

자세는 사람이 쉬고 있을 때와 움직일 때 무의식중에 갖게 되는 인체의 위치(수직적인 위치)이다.

## 같이 보기
- 위치에 대한 해부학 용어
- 알렉산더테크닉
- 컨토션
- 인간공학